# Phares de l'île de Pâques
Les phares de l'île de Pâques (en espagnol : Faros Isla de Pascua) sont un groupe de balises situées sur l'Île de Pâques, au milieu de l'océan Pacifique (Province de l'Île de Pâques), dans la région de Valparaíso au Chili.
Elles sont gérées par le Service hydrographique et océanographique de la marine chilienne dépendant de la Marine chilienne.

## Histoire
L'île de Pâques (connue également sous le nom de Rapa Nui en polynésien ou d'Isla de Pascua en espagnol) est une île volcanique isolée située à 3.510 km à l'ouest de la côte centrale du Chili. Habitée il y a plus de mille ans par un peuple polynésien, elle compte environ 5.800 habitants permanents. Quatre balises éclairent la navigation maritime au tour de l'île.
|                                            |
| Localisation :Îles chiliennes du Pacifique |

|           |
| Hanga Roa |

### Hánga Roa-Otai
Hanga Roa est le principal village de l'île, près de l'extrémité ouest. 
La balise photovoltaïque est une structure en fibre de verre  de 3,5 m de haut avec un marquage de jour de couleur blanche avec une bande horizontale rouge, située près des Moaï de Hánga Roa. Il émet, à une hauteur focale de 6 m, un éclat rouge d'une seconde par période de 5 secondes. Sa portée est de 8 milles nautiques (environ 15 km). 
Identifiant : Amirauté : G1992 - NGA : 111-1152.5 . 
Coordonnées : 27° 08,9′ S, 109° 26′ O

### Hanga La Pérouse
Il est situé dans un petit village sur la côte nord de l'île. 
La balise photovoltaïque est une structure en fibre de verre  de 3,5 m de haut avec un marquage de jour de couleur blanche avec une bande horizontale rouge. Il émet, à une hauteur focale de 8 m, un  bref éclat blanc de 0.4 seconde par période de 5 secondes. Sa portée est de 5 milles nautiques (environ 9.5 km).
Identifiant : Amirauté : G1994 - NGA : 111-1153 . 
Coordonnées : 27° 05,1′ S, 109° 18′ O

### Hanga Hotuiti
Il est situé à un débarquement près de l'extrémité est de l'île.
La balise photovoltaïque est une structure en fibre de verre  de 3,5 m de haut avec un marquage de jour de couleur blanche avec une bande horizontale rouge. Il émet, à une hauteur focale de 7 m, un bref éclat blanc de 0.7 seconde par période de 10 secondes. Sa portée est de 9 milles nautiques (environ 17 km).
Identifiant : Amirauté : G1994.5 - NGA : 111-1154 . 
Coordonnées :  27° 07,3′ S, 109° 17′ O

### Hanga Vaihú
Il est situé sur le côté sud-ouest de l'île de Pâques et marque une plage appropriée pour le débarquement de petites embarcations.
La balise photovoltaïque est une structure en fibre de verre de 5,5 m de haut avec un marquage de jour de couleur blanche avec une bande horizontale rouge. Il émet, à une hauteur focale de 8 m, un éclat blanc d'une seconde par période de 12 secondes. Sa portée n'est pas connue. 
Identifiant : Amirauté : G1995 - NGA : 111-1155 .
Coordonnées : 27° 09,9′ S, 109° 22′ O

### Lien connexe
- Liste des phares du Chili